# .cc
.ccは、国別コードトップレベルドメイン (ccTLD) の1つで、オーストラリア領ココス諸島に割り当てられている。
このドメインはVeriSignが子会社eNICを通じて管理し、国際的に売り出すため、「次なる.com」と宣伝している。最初は、1997年10月にIANAからアメリカ合衆国ワシントン州シアトルのeNICに割り当てられた。

## 第二レベルドメイン
登録は第二レベルに直接行える。

### .co.cc
.cc以外のccTLDでは、.co.xxは企業向けに提供されていることが多いが、.co.ccはレジストリによるセカンドレベルドメインではない。一企業が所有するドメインであり、無料のドメイン提供サービスに使われていた。
.co.ccドメインの取得が基本的に無料であるのを悪用し、詐欺サイトやスパムメールなどの違法目的で使用されることが多く、2011年7月から12月までこのドメインのサイトはGoogleの検索結果から除去されていた。その後、インデックスは再開され、検索結果に再び表示されるようになった。
2012年11月に、サービスは閉鎖された。閉鎖される前には、新規登録を停止していた。